# Варцеха, Вальтер
Вальтер Варцеха (нем. Walter Wilhelm Julius Warzecha; 23 мая 1891, Швибус, провинция Бранденбург — 30 августа 1956, Гамбург) — немецкий военно-морской офицер, генерал-адмирал (1 марта 1944 года).

## Биография
1 апреля 1909 года поступил в ВМФ кадетом. Прошёл подготовку в военно-морском училище и на линейном корабле «Нассау». 19 сентября 1912 года произведен в лейтенанты.

### Первая мировая война
Участник Первой мировой войны, 2 мая 1915 года получил звание обер-лейтенанта. В августе 1916 года перешел в подводный флот. В марте—июле 1917 года командовал подлодкой UC-1. С июля 1917 по январь 1918 года — флаг-лейтенант 2-й подводной флотилии «Фландрия», затем командовал подлодками UC-71 (январь — сентябрь 1918 года) и UB-148 (19 сентября — 26 ноября 1918 года).
За боевые отличия награждён Железным крестом 1-го и 2-го класса.

### Межвоенная служба
После демобилизации армии оставлен на флоте. С 1 сентября 1919 года командир роты 2-го, а с 1 октября 1920 года — 6-го батальона береговой обороны.
С 19 марта 1921 по 31 января 1922 года — офицер связи ВМС при командовании рейхсвером.
С 1 апреля 1924 года инструктор и командир роты военно-морского училища в Мюрвике.
6 апреля 1925 года переведен в Отдел морской обороны Морского руководства.
С 3 октября 1928 года навигационный офицер линейного корабля «Эльзас». 26 февраля 1930 года переведен в штаб военно-морской станции «Остзее», где 10 июня занял пост 1-го адъютанта.
С 6 октября 1932 года командир 2-го батальона корабельной кадрированной дивизии «Остзее». С 24 сентября 1934 года начальник штаба военно-морской станции «Остзее».
Со 2 октября 1937 по 31 октября 1938 года командовал броненосцем «Адмирал граф Шпее».

### Вторая мировая война
С 1 ноября 1938 по 14 февраля 1942 возглавлял Административное управление Верховного командования ВМС (ОКМ), одновременно с 15 ноября 1939 по 30 апреля 1944 года осуществлял верховное руководство и Общим управлением ОКМ, курировавшим работу германских верфей. Фактически сосредоточил в своих руках все руководство административно-хозяйственной частью германского ВМФ.
В апреле 1944 года смещен и 1 мая назначен командующим морской обороной — то есть начальником Главного общего управления ОКМ. Фактически под непосредственное руководство Варцехи переданы все службы ВМС, за исключением тех, что отвечали за оперативное планирование и проведение морских операций, разработку и производство вооружений.
25 января 1945 года награждён Рыцарским крестом за военные заслуги с мечами. После самоубийства генерал-адмирала Ганса-Георга фон Фридебурга 24 мая 1945 года остался самым старшим офицером ВМС (как по званию, так и по должности) и считался главой германского флота. По решению Союзной контрольной комиссии до 22 июля 1945 года руководил процессом ликвидации Кригсмарине и передаче кораблей германского военно-морского флота союзникам.
22 июля 1945 года арестован властями союзников. 21 февраля 1947 года освобожден.

## Награды
- Железный крест (1914) 2-го и 1-го класса
- Королевский орден Дома Гогенцоллернов рыцарский крест с мечами
- Нагрудный знак подводника[нем.] (1918)
- Ганзейский крест Гамбурга
- Крест Фридриха Августа 2-го и 1-го класса
- Орден Саксен-Эрнестинского дома рыцарский крест 2-го класса с мечами
- Медаль «За выслугу лет в вермахте» 4-го, 3-го, 2-го и 1-го класса
- Пряжка к Железному кресту 2-го и 1-го класса
- Немецкий крест в серебре
- Нагрудный знак флота
- Крест «За военные заслуги» (Германия) 2-го и 1-го класса
- Рыцарский крест Креста военных заслуг с мечами (25.01.1945)